# Pregrijanje
Pregrijanje ili pregrijavanje (eng. Superheating), u fizici, je povišenje temperature tvari iznad temperature faznoga prijelaza bez promjena agregatnoga stanja ili kristalne strukture. Pregrijana tvar tada se nalazi u nestabilnom stanju u području druge faze. Čistu je vodu na primjer moguće pod posebnim uvjetima zagrijati sve do 180 °C bez faznog prijelaza u vodenu paru. Ako se radi o prijelazu tekuće u plinovitu fazu, daljnjim zagrijavanjem može doći do eksplozivne reakcije, jer je na primjer obujam (volumen) vodene pare već na 100 °C oko 1 700 puta veći od volumena tekuće vode. Pojava suprotna pregrijavanju je pothlađivanje.

## Pregrijač pare
Pregrijač pare je uređaj koji pretvara zasićenu u pregrijanu vodenu paru, a koristi se za proizvodnju električne energije ili za termodinamičke procese. Pregrijači pare su bili ugrađivani u lokomotive, vozila na paru i u stacionarne parne turbine od početka 20. stoljeća. U današnje vrijeme su važan dio energetskih postrojenja po cijelom svijetu. Zasićenoj pari se dovodi toplina pri konstantnom tlaku, tako da je konačna temperatura veća od temperature zasićenja. Nakon što se to dogodi, para se nalazi u pregrijanom području i zove se pregrijana para. U slučaju vodene pare tlaka od 1,013 bara je para pregrijana kada joj je temperatura veća od temperatura zasićenja, koja za ovaj tlak iznosi 100 °C.
Radni strojevi kao što su parne turbine ili parni strojevi imaju pregrijač kako bi im se povećao toplinski stupanj djelovanja i kako bi se spriječilo oštećenje lopatica turbine kondenziranim kapljicama vode. Za bolji toplinski stupanj djelovanja se kod postrojenja s visokim tlakom koristi i međupregrijač pare. On radi na principu da para prvo ulazi u visokotlačnu turbinu, njena izlazna entalpija tada odgovara zasićenoj pari, a nakon toga ta zasićena para ulazi u međupregrijač pare pa u niskotlačnu turbinu. Pregrijači se mogu razlikovati u veličini od nekoliko metara do nekoliko stotina metara.
Razlikujemo dvije vrste pregrijača:
- Pregrijač koji funkcionira na principu zračenja
- Konvekcijski pregrijač

Kod grijanja vode imamo pregrijače koji su odvojeni od kotla. Tada govorimo o cijevima koje leže u jednoj ravnini, ali su savijene za 180°. Te ravnine u kojima leže cijevi su zatim okomito poslagane. Razmaci između tih cijevi su proračunati tako da je odlaganje korozije i nečistoća između cijevi minimizirano. Ne samo kod ovih pregrijača nego općenito kod pregrijača, nastanak korozije ometa i prolaz topline i tako smanjuje toplinski stupanj djelovanja. U toplinskim postrojenjima, ovisno o vrsti goriva i veličini postrojenja, temperature pregrijane pare se mijenjaju od 420°C do 570°C. Razvoj ide u smjeru da se kod velikih termopostrojenja dosegne temperatura od +600°C. Taj razvoj se odvija jako sporo jer je izdržljivost materijala pri tim temperaturama i tlakovima (oko 250 bara) još uvijek predmet istraživanja.